# Vakaga
Vakaga (franska och sango) är en prefektur i Centralafrikanska republiken. Den ligger i den nordöstra delen av landet, 700 km nordost om huvudstaden Bangui. Antalet invånare var 52 255 vid folkräkningen 2003. Arean är 52 255 kvadratkilometer. Vakaga gränsar till prefekturerna Haute-Kotto och Bamingui-Bangoran samt till Tchad, Sudan och det omstridda området Kafia Kingi.
Vakaga delas sedan 2021 in i underprefekturerna:
- Amdafock
- Birao
- Ouadjia
- Ouanda-Djallé